# Argyrolepidia caeruleotincta
Argyrolepidia caeruleotincta är en fjärilsart som beskrevs av Lucas 1892. Argyrolepidia caeruleotincta ingår i släktet Argyrolepidia och familjen nattflyn. Inga underarter finns listade i Catalogue of Life.